# 호떡

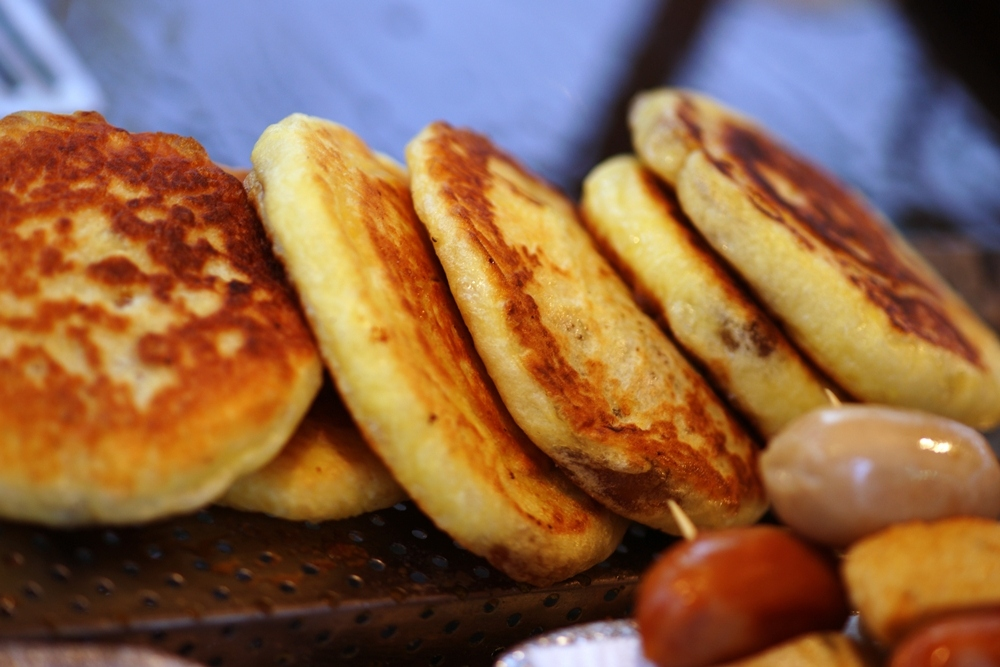
호떡

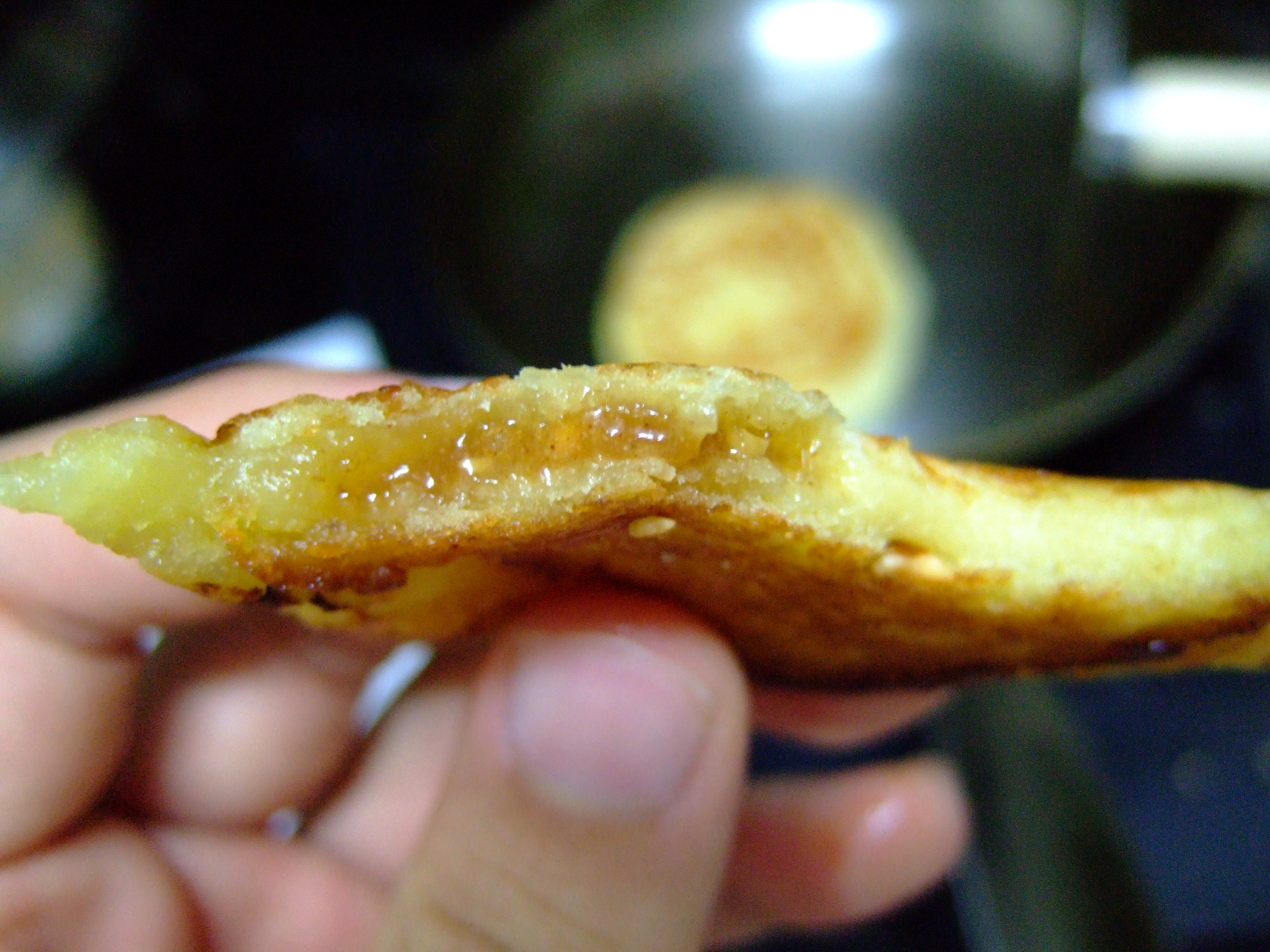
호떡 단면

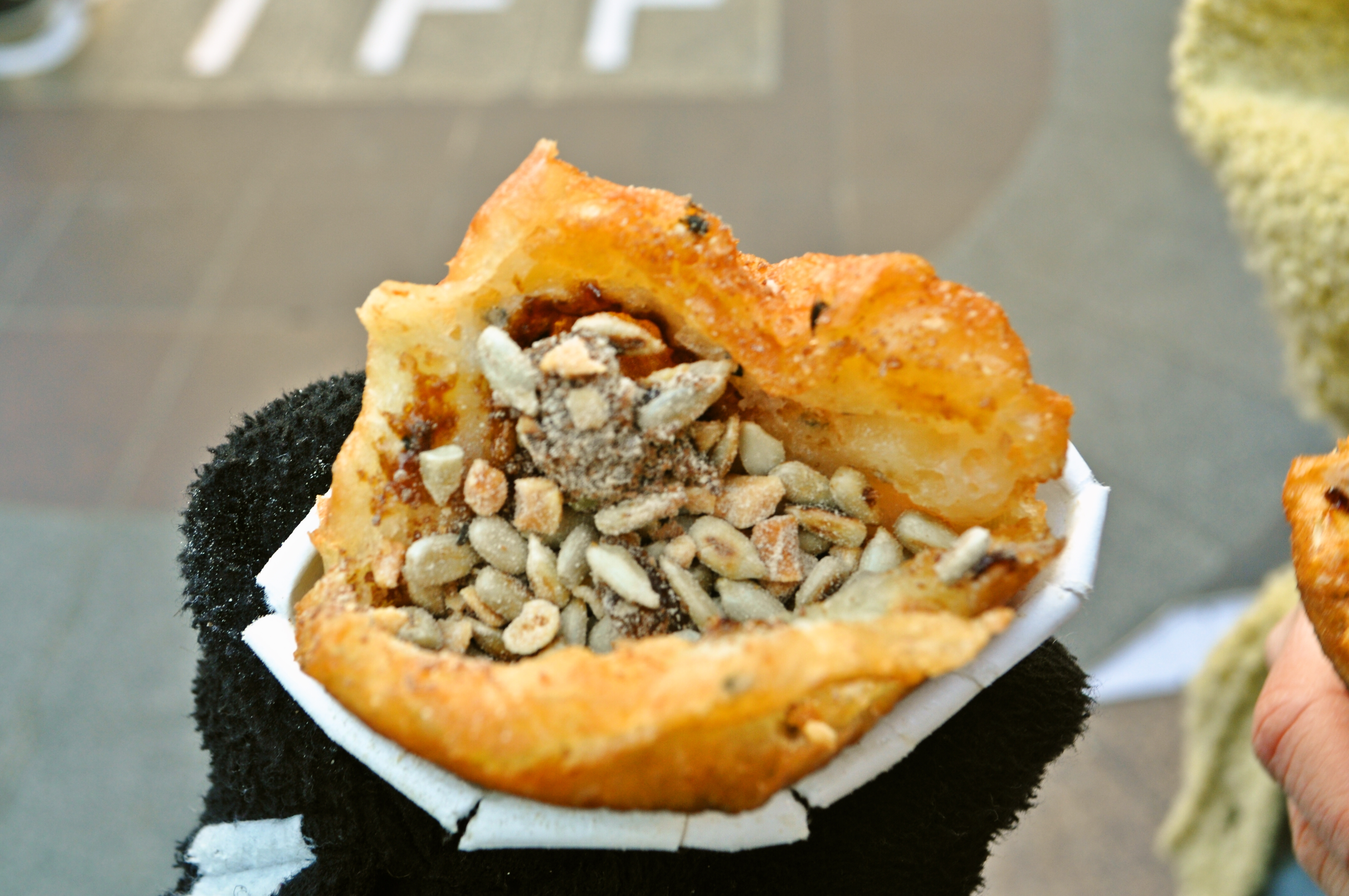
씨앗호떡

호떡(胡떡/胡䭏)은  한국에서 먹는 간식으로, 찹쌀이나 밀가루를 반죽하여 만든 설탕이 들어있는 뜨거운 떡이다. 열량이 230칼로리 정도 된다. 대부분 겨울에 즐겨 먹으며 요즘은 집에서도 만들어 먹을 수 있는 호떡 믹스도 존재한다.

## 개요
설탕과 같은 속을 둥글고 흰 떡이 둘러싼 형태로, 겨울에 먹는 대표적인 음식이다. 보통 계피맛이 나는 흑설탕을 넣지만 요즘엔 야채를 넣어 만들기도 하고, 흑설탕이 흘러내리는 것을 막기 위해 밀가루를 첨가하거나 땅콩 등의 견과류를 갈아넣어 점성을 높이기도 한다.
그리고 호떡의 떡은 보통 흰색이지만 녹차가루를 넣어 색이 녹색인 녹차호떡으로 만들 수 있다. 시장이나 길거리에서 주로 팔린다. 잡채호떡이나 해물호떡도 있다.

## 역사 및 유래
9세기 책 《입당구법순례행기》에 '호병(胡餠)'이라는 말이 등장하며, 송나라 때 역사서 《자치통감》에도 이 낱말이 등장한다.
이 호떡은 비단길과도 관련이 깊다. 이 음식이 한국에 처음 소개된 것은 19세기 말로 추정된다. 임오군란 때 같이 들어온 청나라 상인들이 자국이 망하고 나서도 본토로 돌아가지 않고 생계를 위해 식당을 열고 음식을 팔았는데 그 가운데 하나가 호떡이라고 한다.

## 상업용 상품
호떡의 재료를 담아 파는 제품이 삼양사, 오뚜기, CJ제일제당 등의 업체에서 개발되어 판매되고 있다. 호떡을 가정에서 만들 수 있게 고안된 상품이다.

## 종류
씨앗 호떡, 꿀 호떡을 보통 판매하지만 최근에는 인절미 호떡, 초코 호떡 등의 다양한 종류가 출시되었다.

## 기타

### 중국식 호떡
호떡의 일종으로, 납작하게 만든 형태의 공갈빵이다. 공갈빵과 유사하게 속이 비어 있으며, 내부에 설탕이 입혀진 것이 특징이다. 일부 노점상에서는 '버블 호떡'이라는 명칭으로 판매하기도 한다.

## 같이 보기
- 찐빵
- 호빵
- 빈대떡
- 공갈빵